# Falco rusticolus
Il girifalco o girfalco (anticamente gerfalco; Falco rusticolus Linnaeus, 1758) è un uccello falconiforme della famiglia dei Falconidi.

## Descrizione
I girifalchi sono i più grandi tra i falchi; in volo mostrano ali lunghe e appuntite e coda lunga e rettangolare. Sono molto simili ai falchi pellegrini, ma sono più grandi, con una coda più lunga e un piumaggio in genere più pallido. Da vicino, si può notare che manca ad essi l'aspetto caratteristico dei falchi pellegrini. Il girifalco ha tre fasi di colorazione. Nella fase chiara, il dorso è grigio-bruno, con margini delle penne bianchi e le regioni inferiori bianche con strisce grigio-brune. La fase scura ha caratteristiche simili, ma è più scura sul dorso ed è più marcatamente strisciata e barrata nelle regioni inferiori. In una varietà della fase chiara, alcuni girifalchi sono bianchi, lievemente striati di bruno, eccetto che per le penne da volo, che sono nere.

## Distribuzione ehabitat
L'habitat del girfalco è nella tundra e nelle sterili distese del nord. In Europa, la sua diffusione è limitata all'Islanda, Norvegia, Svezia e alle regioni settentrionali estreme della Finlandia e della Russia, benché si spinga occasionalmente a sud fino alle Isole Britanniche, al Belgio e all'Austria. In Asia, è limitato alla Siberia settentrionale, giù per la penisola di Kamčatka, eccetto che per qualche popolazione isolata nelle alte regioni montane dell'Asia centrale. Nel Nordamerica sono diffusi in Alaska settentrionale, Canada settentrionale e attorno alle coste della Groenlandia.

## Ecologia
Il girifalco è il falco che vive più a nord; per lo più nei deserti freddi ossia lande senza alberi. I suoi più stretti parenti, il falco sacro e il lanario, vivono anch'essi in contrade aperte: steppe, altipiani e tundre. Il falco pellegrino s'incontra con più facilità nelle zone boscose, ma i territori di diffusione del falco pellegrino e del girifalco in alcuni luoghi si sovrappongono; quivi, essi competono per il cibo e per i luoghi di nidificazione. A differenza del falco pellegrino, il girifalco non migra verso sud per seguire la sua preda, ma rimane, di solito, in prossimità del suo territorio di riproduzione.

Nella falconeria pre-contemporanea, il girifalco era rapace riservato all'alta nobiltà, sia per questioni economiche (dovute alla difficoltà economico-logistica di ottenere l'animale) sia per questioni estetico-formali (l'aspetto del girfalco era ritenuto più altero e nobile anche di quello del falco pellegrino). Le testimonianze storiche relative alla diffusione tra i monarchi di questa tipologia di rapace abbondano: i girfalchi erano ampiamente utilizzati dai sovrani dell'Impero mongolo e dai vari potentati musulmani del Levante. Era inoltre usanza che i re francesi ricevessero ogni anno un tributo di girifalchi.

## Alimentazione
Per conservare il vantaggio della sorpresa in una zona aperta, i girifalchi volano a volo radente, seguendo i rilievi e sfiorando argini e rupi. La loro preda è spesso messa fuori combattimento prima che abbia il tempo di muoversi, ma i girifalchi possono inseguirla a lungo se per caso si è mossa tempestivamente. Coloro che praticano la caccia col falco affermano che i girifalchi si gettano all'inseguimento della preda che ha un buon vantaggio e le danno la caccia a lungo, mentre il falco pellegrino deve essere lanciato assai più da vicino verso la preda, e rinuncia molto più presto all'inseguimento. Inoltre, il girifalco colpisce di solito al suolo, mentre il falco pellegrino colpisce in aria. Le opinioni circa la velocità del girifalco sono diverse; qualche autore asserisce che esso può essere altrettanto veloce quanto il falco pellegrino, mentre altri assumono quasi un atteggiamento di scherno per la sua mancanza di velocità. In diverse occasioni, sono stati osservati dei piccioni selvatici sfuggire ai girifalchi volando via velocemente.
Le pernici bianche sono il cibo fondamentale dei girifalchi, ma vengono catturati anche lemming, conigli, scoiattoli, chiurli, pivieri e perfino oche, visoni e donnole. In prossimità delle coste, i maggiori costituenti della dieta sono alche, gabbiani e anatre. In Alaska, un cibo importante è costituito dagli scoiattoli, fino a che non entrano in ibernazione; allora, i girifalchi dedicano le loro attenzioni alle pernici bianche. In Siberia, queste migrano verso il sud durante l'inverno, e i girifalchi le seguono: una delle eccezioni alla loro vita solitamente stanziale.

## Riproduzione

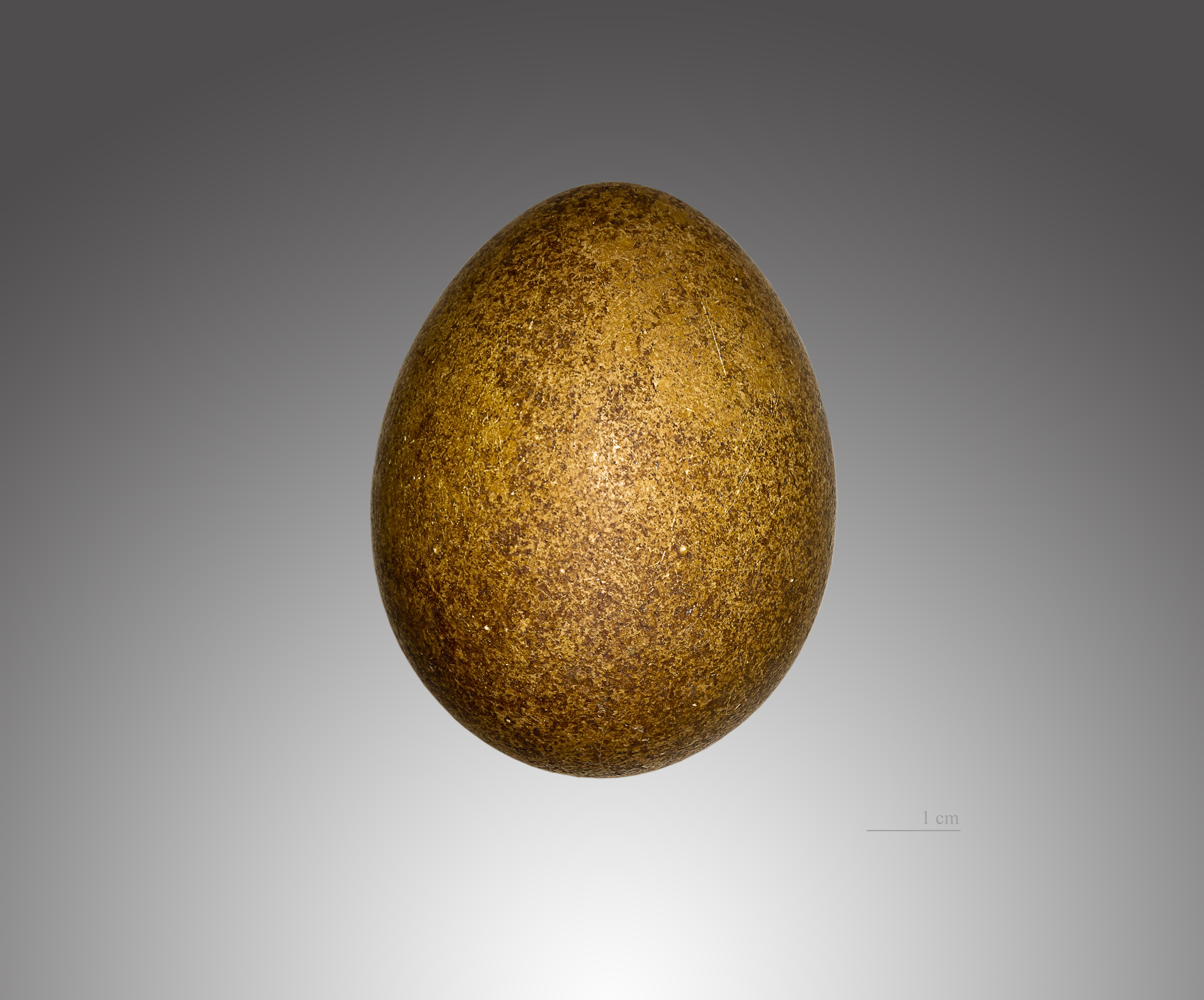
Falco rusticolus

I girifalchi nidificano su ripiani o crepacci su rupi scoscese, assai raramente sugli alberi. Possono trovarsi a competere per i luoghi di nidificazione con corvi, poiane e falchi pellegrini, dei quali utilizzano talvolta i nidi abbandonati. Altrimenti, il loro nido è assai povero, costituito da pochi rami e fuscelli, e rivestito di muschio o erba. È utilizzato un anno dopo l'altro e subito diventa molto ben visibile a causa dello sterco bianco che ricopre le rocce circostanti.
Le quattro uova deposte sono covate per 28 giorni, prevalentemente dalla madre. Il maschio provvede a gran parte della caccia per i piccoli e di solito passa la preda alla femmina, affinché essa la spezzetti e la dia ai piccoli. I girifalchi nidificano di solito assai presto in primavera e i piccoli vengono nutriti di pernici bianche adulte (per lo più maschi) poiché queste conservano il loro piumaggio bianco invernale dopo lo scioglimento delle nevi e sono molto ben visibili. Più tardi, quando i piccoli devono imparare a cacciare, le giovani e facilmente catturabili pernici bianche saranno venute alla luce.